# Minerva Rocks
Die Minerva Rocks sind eine kleine Gruppe von Klippenfelsen im Palmer-Archipel vor der Westküste des Grahamlands auf der Antarktischen Halbinsel. Sie liegen vor Chionis Island nahe der Trinity-Insel.
Benannt sind sie nach dem Walfänger Minerva des norwegischen Walfangunternehmers Lars Christensen, das hier am 1. März 1922 auf Grund lief, havarierte und aufgegeben werden musste.